# Joel (opera)

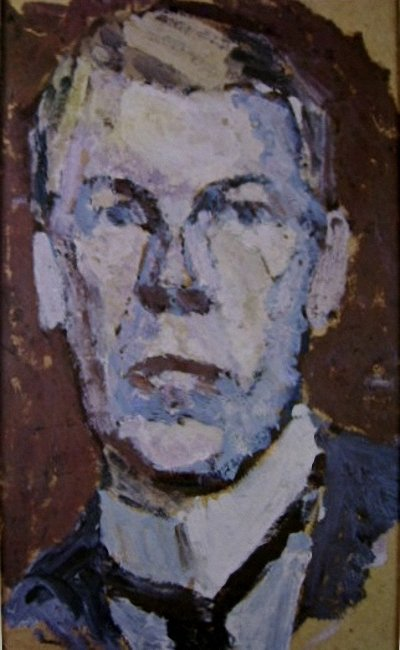
Självporträtt. Oljemålning av Joel Pettersson.

Joel är en opera baserad på den åländske författaren och bildkonstnären Joel Petterssons liv, med libretto av den finlandssvenske poeten Lars Huldén och musik av rockmusikern Nikolo Kotzev.  Den första och hittills enda uppsättningen ägde rum på Åland sommaren 2009.

## Bakgrund

### Joel Pettersson och hans liv
Joel Pettersson (1892–1937) vars liv operan bygger på var en småbonde och särling som efter en ofullständig konstnärsutbildning i Åbo aldrig lyckades nå en större publik med sina oljemålningar och de pjäser som han skrev för den lokala ungdomsföreningen. Bara enstaka av hans berättelser, skrivna på en särpräglad och dialektal prosa, kom att publiceras under hans livstid och det enbart lokalt. Ett utanförskap på grund av en förmodad homosexualitet och senare också hans psykiska sjukdom (schizofreni) och ekonomiska svårigheter satte sin prägel på hans liv. Känd för en något större publik blev han först efter sin död, först genom sina expressionistiska oljemålningar och senare genom de böcker med urval av hans prosa som den åländske prästen och författaren Valdemar Nyman och på senare år förlagsredaktören Ralf Svenblad redigerat fram ur Petterssons efterlämnade manuskriptsamling.

### Förarbetet
Projektet att göra en opera om Pettersson uppstod först som ett samarbete mellan den finlandssvenske författaren Lars Huldén och Jack Mattsson, en åländskfödd kompositör som då bodde i Helsingfors. Poeten Huldén hade tidigare skrivit många sångtexter, bland annat till Katrina, en musikal byggd på en roman med samma namn av den åländska författarinnan Sally Salminen. Mattsson komponerade konstmusik med inslag av folkmusik, bland annat åländska folkvisor. När Mattson plötsligt avled 2007 då arbetet bara påbörjats kom uppgiften att tas över av Nikolo Kotzev, en bulgariskfödd musiker bosatt på Åland sedan 1980-talet. Kotzev som främst arbetat med rockmusik i sitt band Brazen Abbott, där bland andra flera före detta medlemmar ur 80-tals rockbandet Europe ingått, var sen tidigare upphovsman till en rockopera, Nikolo Kotzevs Nostradamus (2001). 

## Operan

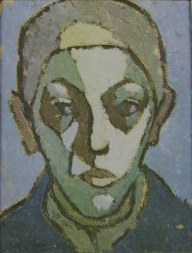
Portträtt av konstnärens bror Karl. Oljemålning av Joel Pettersson som arrangörerna till Joel använde sig av i annonser och på affischer.

### Librettot
I librettot återges scener ur Joel Petterssons liv som det beskrivs ovan, från barndomen tills hans död på Grelsby mentalsjukhus 1937. Bland annat ingår scener från hans tid vid konstskolan i Åbo och från hans tid som ungdomsföreningens ordförande. Den senare delen av hans liv representeras bland annat av en scen om hans ekonomiska fiasko som hönsuppfödare. Hans obesvarade kärlek till en jämnårig ung man och hans relation med en flicka som emigrerade till Amerika ges visst utrymme. I texten ingår utdrag och citat från Petterssons egna texter och delar av dialogen är på åländsk dialekt.

### Musiken
Kotzevs musik till operan beskrevs på operans webbplats som inspirerad av klassisk opera, modern musikal och nordisk folkmusik. En enstaka sång som Jack Mattsson hann tonsätta inkluderades i verket. Även om hela dialogen sjungs uppfattade en kritiker i Hufvudstadsbladet Joel som en ”genomkomponerad musikal” snarare än en opera. Svenska Dagbladets kritiker såg samma föreställning och skrev att Joeloperan är ett ståtligt projekt och musiken förde tankarna till Verdi och Puccini.

### Uppsättningen 2009
Urpremiären för Joel ägde rum 24 juli 2009 i det samma år invigda kultur- och kongresshuset Alandica i Mariehamn och 8 föreställningar gavs, den sista den 5 augusti 2009. Solisterna var svenska och finländska operasångare varav flera ursprungligen kom från Åland. Kören bestod av lokala sångare. Den svenske barytonen Joa Helgesson gjorde huvudrollen som Joel Pettersson. Sopranen Therese Karlsson spelade Joel Petterssons mor och i andra roller förekom bland andra Mikael Fagerholm, Jenny Carlstedt och Annika Sjölund. Regissör var Richard Bark från Ystadsoperan och orkestern leddes av Jonas Dominique. Scenografin av Maria Antman var delvis uppbyggd kring Joel Petterssons målningar.

## Mottagande
Den första uppsättningen av Joel fick en något blandad kritik i svenska och finländska medier. Huvudrollsinnehavaren Joa Helgesson, orkestern under Jonas Dominique och den lokala kören fick positiv kritik, medan Kotzevs musik och i någon mån Huldéns libretto kritiserades. Enligt Thomas Anderberg på Dagens Nyheter var Kotzevs musik ”illustrativ, slagkraftig och effektiv” men dessvärre också ”patetisk”, ”svulstig” och ”kontraproduktiv”. I Hufvudstadsbladet kallade Mats Liljeroos Huldén ”en suverän låttextmakare” men menade också att ”dramatiskt tillfredsställande sceniska helheter en gång för alla inte är hans styrka”. Operans uppbyggnad i många korta scener kritiserades också och Liljeroos påpekade också att Joel i sin form låg närmare en musikal än en egentlig opera. Mer positivt inställd var Bo Löfvendahl i Svenska Dagbladet som menade att Joel var "insmickrande, känslosam, otidsenlig – och svår att motstå". Löfvendahl fann också texten "enastående skickligt hopkommen".
Operan spelades inför entusiastisk publik nio gånger, varav åtta fick tio minuters stående applåder. Totalt 4200 besökte föreställningen.